# Volodymyr Saranov
Volodymyr Saranov, född 8 februari 1965, död 5 juli 2016, är en ukrainsk politiker och kandidat i presidentvalet 2014.